# دييرسبورغ
دييرسبورغ (بالإنجليزية: Dyersburg, Tennessee)‏ هي مدينة تقع في مقاطعة ديير (تينيسي) بولاية تينيسي في وسط شرق الولايات المتحدة. تبلغ مساحة هذه المدينة 39.2 (كم²)، وترتفع عن سطح البحر 89 م، بلغ عدد سكانها 17145 نسمة في عام 2010 حسب إحصاء مكتب تعداد الولايات المتحدة وتصل الكثافة السكانية فيها auto نسمة/كم2.

## التركيبة السكانية
حدّد مكتب تعداد الولايات المتحدة بيانات التركيبة السكانية لدييرسبورغ في تعداد الولايات المتحدة. في ما يلي، التركيبة السكانية حسب تعدادي 2000 و2010.

### تعداد عام 2000
بلغ عدد سكان دييرسبورغ 17,452 نسمة بحسب تعداد عام 2000، وبلغ عدد الأسر 7,036 أسرة وعدد العائلات 4,520 عائلة مقيمة في المدينة. في حين سجلت الكثافة السكانية 386.5 نسمة لكل كيلومتر مربع (1,001.0/ميل2). وبلغ عدد الوحدات السكنية 7,885 وحدة بمتوسط كثافة قدره 174.6 لكل كيلومتر مربع (452.2/ميل2).
وتوزع التركيب العرقي للمدينة بنسبة 75.68% من البيض و22.02% من الأمريكيين الأفارقة و0.21% من الأمريكيين الأصليين و0.54% من الأمريكيين ذوي الأصول الآسيوية و0.02% من سكان جزر المحيط الهادئ و0.53% من الأعراق الأخرى و0.99% من عرقين مختلطين أو أكثر و1.36% من الهسبانيون أو اللاتينيون من أي عرق.
بلغ عدد الأسر 7,036 أسرة كانت نسبة 35.9% منها لديها أطفال تحت سن الثامنة عشر تعيش معهم، وبلغت نسبة الأزواج القاطنين مع بعضهم البعض 42.4% من أصل المجموع الكلي للأسر، ونسبة 17.9% من الأسر كان لديها معيلات من الإناث دون وجود شريك، بينما كانت نسبة 4% من الأسر لديها معيلون من الذكور دون وجود شريكة وكانت نسبة 35.8% من غير العائلات. تألفت نسبة 30.9% من أصل جميع الأسر من عدة أفراد يعيشون في نفس المنزل ونسبة 13.1% كانت تتألف من شخص يعيش بمفرده يبلغ من العمر 65 عاماً أو أكثر. وبلغ متوسط حجم الأسرة المعيشية 2.39، أما متوسط حجم العائلات فبلغ 2.99.
بلغ العمر الوسطي للسكان 35.5 عاماً. وكانت نسبة 26.3% من القاطنين تحت سن الثامنة عشر، وكانت نسبة 9.3% بين الثامنة عشر والرابعة والعشرين عاماً، ونسبة 27% كانت واقعةً في الفئة العمرية ما بين الخامسة والعشرين والرابعة والأربعين عاماً، ونسبة 21.1% كانت ما بين الخامسة والأربعين والرابعة والستين، ونسبة 13% كانت ضمن فئة الخامسة والستين عاماً فما فوق. يوجد لكل 100 أنثى 86.1 ذكر، ويوجد لكل 100 أنثى في الثامنة عشر من عمرها فما فوق 81.8 ذكر.
بلغ متوسط دخل الأسرة في المدينة 28,232 دولارًا، أما متوسط دخل العائلة فبلغ 34,754 دولارًا. وكان متوسط دخل الذكور 30,898 دولارًا مقابل 21,337 دولارًا للإناث. وسجل دخل الفرد الخاص بالمدينة 16,388 دولارًا. وكانت نسبة 17.4% من العائلات ونسبة 20.5% من السكان تحت خط الفقر، وكان من هؤلاء نسبة 29.8% تحت سن الثامنة عشر ونسبة 19% في الخامسة والستين من العمر وما فوق.

### تعداد عام 2010
بلغ عدد سكان دييرسبورغ 17,145 نسمة بحسب تعداد عام 2010، وبلغ عدد الأسر 6,942 أسرة وعدد العائلات 4,395 عائلة مقيمة في المدينة. في حين سجلت الكثافة السكانية 379.7 نسمة لكل كيلومتر مربع (983.4/ميل2). وبلغ عدد الوحدات السكنية 7,730 وحدة بمتوسط كثافة قدره 171.2 لكل كيلومتر مربع (443.4/ميل2).
وتوزع التركيب العرقي للمدينة بنسبة 69.54% من البيض و25.91% من الأمريكيين الأفارقة و0.19% من الأمريكيين الأصليين و0.76% من الأمريكيين ذوي الأصول الآسيوية و0.02% من سكان جزر المحيط الهادئ و1.36% من الأعراق الأخرى و2.22% من عرقين مختلطين أو أكثر و2.99% من الهسبانيون أو اللاتينيون من أي عرق.
بلغ عدد الأسر 6,942 أسرة كانت نسبة 33.9% منها لديها أطفال تحت سن الثامنة عشر تعيش معهم، وبلغت نسبة الأزواج القاطنين مع بعضهم البعض 37.7% من أصل المجموع الكلي للأسر، ونسبة 20.9% من الأسر كان لديها معيلات من الإناث دون وجود شريك، بينما كانت نسبة 4.7% من الأسر لديها معيلون من الذكور دون وجود شريكة وكانت نسبة 36.7% من غير العائلات. تألفت نسبة 31.4% من أصل جميع الأسر من عدة أفراد يعيشون في نفس المنزل ونسبة 12.6% كانت تتألف من شخص يعيش بمفرده يبلغ من العمر 65 عاماً أو أكثر. وبلغ متوسط حجم الأسرة المعيشية 2.40، أما متوسط حجم العائلات فبلغ 2.98.
بلغ العمر الوسطي للسكان 37.6 عاماً. وكانت نسبة 25.8% من القاطنين تحت سن الثامنة عشر، وكانت نسبة 8.9% بين الثامنة عشر والرابعة والعشرين عاماً، ونسبة 24.6% كانت واقعةً في الفئة العمرية ما بين الخامسة والعشرين والرابعة والأربعين عاماً، ونسبة 25.8% كانت ما بين الخامسة والأربعين والرابعة والستين، ونسبة 15% كانت ضمن فئة الخامسة والستين عاماً فما فوق. وتوزع التركيب الجنسي للسكان بنسبة 46.6% ذكور و53.4% إناث.

## أعلام
- ويليام هوارد أرنولد
- فيل كينغ
- جو لويس لايت
- والتر فاولر
- إيميت كيلي جونيور
- جو مكارثي
- إد رايت

## وصلات خارجية
- City of Dyersburg, Tennessee
- The US50 - Cities and Towns in Tennessee State